# Volborthella tenuis
Volborthella tenuis är en ringmaskart som beskrevs av Schmidt 1888. Volborthella tenuis ingår i släktet Volborthella, klassen havsborstmaskar, fylumet ringmaskar och riket djur. Inga underarter finns listade i Catalogue of Life.